# Georg von Habermann
Georg Freiherr von Habermann (* 11. Mai 1766 in Würzburg; † 30. November 1825 in Nürnberg) war ein bayerischer Generalmajor und Inhaber des Kommandeurkreuzes des Militär-Max-Joseph-Ordens.

## Leben

### Herkunft
Er war der Sohn des würzburgischen, bambergischen und fuldaischen Geheimen Rates Joseph Cornelius Freiherrn von Habermann und dessen Gattin Juliana Wilhelmina Ernestina Rufina, geborene von Diemar.

### Militärkarriere
Mit dem 23. April 1791 trat er als Unterlieutenant in das bayerische 2. Grenadier-Regiment „Kurprinz“ ein und wurde am 3. Mai 1792 durch Kauf Oberlieutenant im 6. Füsilier-Regiment „Pfalzgraf Wilhelm von Birkenfeld“. Als Angehöriger des dortigen I. Bataillons war er in den letzten Novembertagen 1792 unter Oberstleutnant Johann Nepomuk von Triva als Verstärkungstruppe für Mannheim beteiligt und machte in den folgenden Jahren die Feldzüge gegen Frankreich mit, wobei er sich in besonderem Maße bei der Belagerung der Festung Mainz auszeichnete. Am 17. Juli 1793 wurde Habermann beauftragt, eine Wurfbatterie zu erbauen. Da die Arbeiten unter Feindeinsicht und -wirkung stattfand, wurde er im Laufe des Tages von einer Kartätschenkugel am Arm getroffen. Trotz starker Schmerzen blieb Habermann bei seiner Truppe, führte über Nacht den Feuerkampf gegen angreifenden Feind und ließ sich erst nach Tagesanbruch sowie nach Beendigung der Bauarbeiten versorgen. Hierfür erhielt er mit kurfürstlichen Erlass vom 29. Juni 1796 eine ausdrückliche Belobigung. Die Feldzüge in den Jahren 1794/96 nahm er im 6. Füsilier-Regiment teil. Oberstleutnant Triva vermerkte am 14. April 1795 in einer Meldung an das Generalkommando des kurpfalz-bayerischen Kreiskontingents, „daß dieser Herr Offizier sich übrigens in jeder feindlichen Gelegenheit tapfer und so mutvoll betragen hat, wie einem wackeren Offizier in ganzem Umfange zusteht, auch derselbe sonst ein Mann voll Fleiß, Diensteifer und guter Konduite ist, der dadurch dem höchsten Herrendienste ersprießliche Vorteile verschafft, um so mehr, als er in verschiedenen extraordinär einschlagenden Geschäften sehr wohl zu gebrauchen ist, und man sich auf seine Accuratesse vollkommen verlassen kann“. Für seine tapferes Ausharren und die vortrefflichen Führung seiner 3. Kompanie (gemeinsam mit der 7. Kompanie) bei Kleinnördlingen (11. August 1796) sowie die erfolgreiche Erstürmung des Weinbergs bei Würzburg mit zwei weiteren Kompanien seines Regiments und dem österreichischen Grenadier-Bataillon „Biäsch“ (3. September 1796) wurde er gemäß kurfürstlichen Reskript vom 29. Dezember 1797 mit dem Militär-Ehrenzeichen ausgezeichnet, mit dem er am 30. Januar 1797 in der gebührlichen Weise von Oberst Bartels in seiner damaligen Station Rheinhausen dekoriert wurde.
Am 14. November 1798 kaufte sich Habermann eine Hauptmannsstelle im Feldjäger-Regiment „Schwiegeld“, das im Jahre 1800 in zwei leichte Bataillone umgegliedert wurde. Mit dem 2. leichten Bataillon „Cloßmann“ war er am Feldzug gegen Frankreich im Jahre 1800 beteiligt. Im Jahre 1803 dem Charakter nach zum Major, ab 31. März 1804 wirklich zum Major im 5. leichten Infanterie-Bataillon befördert nahm er an den Feldzügen gegen Österreich 1805 und Preußen 1806/07 teil. Mit der Stiftung des Militär-Max-Joseph-Ordens am 1. März 1806 wurde er zum Ritter des Ordens ernannt. Mit der Beförderung zum Oberstleutnant am 2. Mai 1807 wurde er zum Kommandeur des 1. leichten Infanterie-Bataillons ernannt, das zugleich seinen Namen führte.
Im Feldzug gegen Österreich und Tirol im Jahre 1809 führte Habermann sein Bataillon über die gesamte Dauer des Krieges. Am 12. Mai 1809 ließ er den Kieferbach durchwaten, stürmte die mit Verhau verstärkten tirolischen Stellungen und trieb die Tiroler bis über den Dirnberg vor sich her. Im Armeebefehl vom 1. Juni 1809 wurde deswegen der Mut des Bataillons ausdrücklich gelobt, sein Kommandeur mit Brevet vom 31. Mai 1809 in die französische Ehrenlegion aufgenommen (bestätigt durch Armeebefehl vom 8. Juni 1809). Am 7. Juli 1809 war Habermann mit seinem Bataillon als Vorposten vor Linz am linken Donauufer bei Uferling sowie am Auhof und bei Katzbach eingesetzt. In den frühen Morgenstunden griffen deutlich überlegene österreichische Truppen die überdehnten Stellungen an. Als sich der Feind schon des Auhofes bemächtigt hatte, warf ihn Habermann mit einem beherzten Gegenstoß wieder hinaus und konnte sich noch fünf Stunden gegen die Übermacht behaupten. Schließlich brachen die Österreicher zwischen Auhof und Katzbach durch. Habermann führte die Reserve aus einer Grenadierkompanie und Schützen des 1. Linien-Infanterie-Leib-Regiments an den Feind, sammelte zurückweichende bayerische Kräfte und warf sich an der Spitze der Reserve dem Feind entgegen. Nicht nur die eingebrochenen Feindteile wurden vertrieben, sondern auch die für den Hauptangriff vorgesehene österreichische Abteilung, die sich in Bereitstellung gegen Katzbach befand, musste sich zurückziehen, da sie von seiner Truppe im Rücken bedroht wurde. Hierfür sprachen ihm der Divisionär Kronprinz Ludwig sowie der Brigadier Generalmajor Rechberg ihre Anerkennung aus; im Armeebefehl vom 29. Juli 1809 wurde er ausdrücklich belobigt. Am 2. August 1809 bewährte er sich bei den Kämpfen südlich des Brenners bei Mauls, wo er die Verbindung zu einer abgeschnittenen sächsischen Abteilung wieder herstellte. Bei den Kämpfen um die Höttinger-Alpen am 27. Oktober 1809 gelang es ihm, die von Tiroler Freischärlern genommene Anhöhe durch beherzten Gegenangriff wieder zu entreißen und zu halten. Während der Kämpfe um den Bergisel am 1. November 1809 waren die Anhöhen am linken Inn-Ufer von seinem Bataillon besetzt, das die beiden Inn-Brücken zu decken hatte. Den Anmarsch von siebzehn feindlichen Kompanien vor Augen entschied er sich, statt auf den Höhen einen blutigen Verteidigungskampf zu führen, selbst die Initiative zu ergreifen und die Übermacht anzugreifen. So durchbrach er mit dem Mut seiner Männer die Ordnung der anrückenden Österreicher, warf sie mehrmals zurück und zwang sie zu wilder Flucht. Dabei brachte er dem Feind sehr hohe Verluste bei und machte dabei vierzig Gefangene. Seine Beurteilung der Lage wurde von Kronprinz Ludwig und Generalmajor Rechberg uneingeschränkt geteilt.
Habermann erhielt kurz darauf ein Kommando über ein aus allen Waffen kombiniertes Korps (1. leichtes Bataillon, Schützen des 2. Infanterie-Regiments, zwei Kompanien des 4. Infanterie-Regiments, eine Eskadron des 1. Chevauleger-Regiments „Kronprinz“, zwei Kanonen und eine Haubitze) mit dem Auftrag, von Telfs über Silz nach Imst zu marschieren und die dortige Region zu entwaffnen. Am 11. November 1809 wurde sein Korps von Mils und von Arzell her von etwa 800 Tirolern angegriffen, so dass Habermann nach erfolglosem Gegenstoß die Anhöhen bei Imst schon räumen musste. Major Seiboltsdorf warf sich mit einem unerschrockenen Angriff einer Kompanie des 1. leichten Bataillons gegen den Feind und erklomm die Gunkelgrüner Anhöhe. Dadurch beflügelt, machten die zurückweichenden bayerischen Truppen kehrt und kauften den Tirolern den Schneid ab, die sich in wilder Flucht in Richtung Landeck retteten. Inzwischen erhielt Habermann die Meldung, dass die Innbrücke bei Arzell ebenfalls vom Feind bedroht würde, und befahl Major Baron von Fick, mit den Schützen des 2. Infanterie-Regiments und einer Kanone die Arzeller Brücke zu halten und seinem Verband, der selbst an mehreren Seiten von Insurgenten bedrängt war, den Rücken freizuhalten. Habermann konnte seine Position bei Imst halten, die Insurgenten gaben auf und verzichteten auf weitere Kampfhandlungen.
Am 23. März 1810 wurde Habermann zum Oberst befördert und zum Kommandanten des 5. Linien-Infanterie-Regiments „Preysing“ ernannt. Im Jahre 1811 suchte er um Verleihung des Kommandeurkreuzes des Militär-Max-Joseph-Ordens für seine Taten bei Auhof, Bergisel und Imst nach, was vom Ordenskapitel für die Affaire bei den Auhöfen (7. Juli 1809) einstimmig befürwortet wurde, aber vom Großkanzler mit Hinweis auf die Taten anderer Ordensritter und auf die Belobigung im Armeebefehl vom 29. Juli 1809 als weniger herausragende Leistung beurteilt wurde. Folglich wurde dieses Gesuch abgelehnt.
Zu Beginn des Feldzugs gegen Russland 1812 übernahm Habermann nach der schweren Erkrankung von Oberst Franz Xaver von Dallwigk das Kommando über die 3. Infanterie-Brigade der 2. bayerischen Division (20. Division nach französischer Zählweise). Am 16. August 1812 wies er die Angriffe überlegener russischer Kräfte ab und verschaffte den links eingesetzten Franzosen und der eigenen Truppe hinreichend Zeit, sich auf die Schlacht bei Poloczk vorzubereiten. Hierfür erhielt er eine Belobigung im Armeebefehl vom 15. September 1812. Im Oktober 1812 musste er ebenfalls wegen angeschlagener Gesundheit die Truppe in Poloczk verlassen. Fürst Carl Philipp von Wrede würdigte in seinem Einbegleitungsbericht seine Leistungen als Kommandant der 3. Brigade. Nachdem der am 12. November 1812 fiebernd in seiner Garnison angekommen war, übernahm er dennoch das Kommando über das Reservebataillon des 5. Infanterie-Regiments.
Am 13. März 1813 – wieder als felddiensttauglich gemustert – übernahm Habermann das 2. Bataillon des 5. Linien-Infanterie-Regiments und meldete sich mit seinem Bataillon beim Beobachtungskorps in Franken, das unter dem Kommando von Generalleutnant von Clemens von Raglovich stand. Am 10. August 1813 wurde er zum Generalmajor befördert und zum Kommandanten einer in Sachsen stationierten Brigade ernannt. Mit der Auflösung der übergeordneten Division wurde er Anfang Oktober 1813 nach München versetzt, um dort eine Brigade beim Armeekorps „Wrede“ zu übernehmen. Nach einem unfreiwilligen Aufenthalt in Dresden erreichte er am 10. Dezember 1813 endlich seine Brigade in Lindau. Nach der Schlacht bei Brienne bereits im Armeebefehl vom 16. Februar 1814 belobigt, zeichnete er sich im Gefecht bei Villeneuve besonders aus. Am 17. Februar 1814 wich die Avantgarde (Vorausverband) des „Wittgenstein’schen Corps“ von Moemont nach Nangis zurück. Der k.u.k. Feldmarschall-Lieutenant Anton Graf Hardegg sah sich wegen des überlegenen Feindes nun genötigt, selbst über Villeneuve nach Dannemarie zurückzugehen. Habermann überredete den Grafen, noch einige Zeit zu warten, da erhielt er kurz danach den Befehl, den Franzosen möglichst lange standzuhalten. Daraufhin stellte er in und um Villeneuve seine Truppen auf. In Villeneuve richteten sich zwei Bataillone des 11. Infanterie-Regiments, eine halbe Batterie Kanonenartillerie und zwei Eskadronen der k.u.k. „Schwarzenberg“-Ulanen zur Verteidigung ein. Zum linken Nachbarn (Graf Hardegg) postierte das 1. Bataillon des Illerkreises und eine halbe leichte Batterie sowie das Bataillon des Unterdonaukreises. Im Rücken postierte Divisionsgeneral Delamotte ein Bataillon des 7. Linien-Infanterie-Bataillons, welches die Straße nach Dannemarie deckte. Dem französischen Angriff auf Villeneuve konnten die Verteidiger dank der Standhaftigkeit der Infanteristen und der Kanoniere trotzen, der Versuch der französischen Kräfte, Villeneuve zu umgehen, wurde vereitelt und der k.u.k. Feldmarschall-Lieutenant Graf Anton Hardegg konnte nach Dannemarie ausweichen. Habermann löste sich nun hinhaltend kämpfend vom Feind und retirierte in bester Ordnung der Truppe in Richtung Dannemarie. Er setzte das 1. Bataillon des 7. Infanterie-Regiments verstärkt mit einiger leichter Artillerie als Arrieregarde (Nachhut) ein, welche den Rückzug der Brigade zu decken hatte. Vor Dannemarie ging er mit seiner Brigade noch für einige Stunden in Stellung, um die Straße von Monterreau offen zu halten und sich danach nach Bray abzusetzen. Graf Hardegg bekräftigte mit Bericht vom 2. September 1814 das kluge Benehmen von Habermann sowie die Tapferkeit seiner Brigade. Habermann reichte nun für sein Verdienst bei Villeneuve ein Gesuch um Verleihung des Kommandeurkreuzes des Militär-Max-Joseph-Ordens ein. In den weiteren Gefechten von Bar-sur-Aube (27. Februar 1814) bis zum Einmarsch in Paris zeichnete er sich wiederholt aus, wofür er im Armeebefehl vom 18. April 1814 ausdrücklich belobigt wurde. Das unter dem Vorsitz von Graf Reuß in München tagende Ordenskapitel gab am 11. März 1815 einstimmig dem Ersuchen statt und Habermann wurde gemäß Armeebefehl vom 24. Juni 1815 für seine Auszeichnung bei Villeneuve zum Kommandeur des Ordens ernannt.
Während des Jahres 1815 wurde Habermann als Kommandant von Germersheim verwendet. In dieser Funktion wurde er beauftragt, mit dem II. Bataillon des 9. Infanterie-Regiments, II. Bataillon des 5. Infanterie-Regiments, einer Kavalleriedivision und einer Kompanie Artillerie das linke pfälzische Rheinufer zu besetzen. Nach dem Friedensschluss wurde ihm das Kommando über die 1. Infanterie-Brigade der 3. Armee-Division in Nürnberg übertragen. Habermann verstarb am 30. November 1825 in Nürnberg.

## Ehrungen
Das Vorwerk XXI der Festung Ingolstadt erhielt am 26. Januar 1842 den Namen „Habermann“.